# Manteau (héraldique)

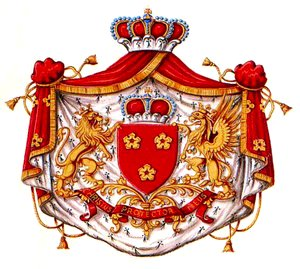
Manteaude la Maison d'Arenberg aux armes de l’écu, doublé d’hermine, bordé, cordonné et houppé d’or, surmonté du bonnet de duc souverain, fourré de gueules, retroussé d’hermine à cinq arceaux, couverts de perles, et sommé d’un monde d’azur, cerclé et croisé d’or.

Pour les articles homonymes, voir Manteau.
Ne doit pas être confondu avec Pavillon (héraldique).
Le manteau héraldique est un ornement extérieur, formé d'une draperie de couleur généralement doublée d'hermine (de vair pour les ducs d'empire), retombant autour de l'écu. Le manteau peut être dessiné aux armes du titulaire sur ses parties latérales, ou reproduire les couleurs de l'écu. Le manteau est un attribut de souverain (il est alors surmonté d'un pavillon), de prince ou de duc. Il peut également désigner une charge de rang élevé. Le manteau d'azur des pairs de France est surmonté d'une toque prise dans une couronne, toque surmontée d'un gland d'or pendant la Restauration.